# Yitzhak Zuckerman
Yitzhak Zuckerman (Vilnius, 13 december 1915 - Tel Aviv, 17 juni 1981), ook wel Yitzhak Cukierman, was tijdens de Tweede Wereldoorlog een leider van het Joodse verzet in het getto van Warschau. Hij was medeoprichter en lid van het centraal commando van de gewapende verzetsgroep Żydowska Organizacja Bojowa of ŻOB (de Joodse Gevechtsorganisatie). Nadat de opstand in het getto van Warschau in mei 1943 door de Duitsers was neergeslagen, leidde hij een Joodse partizanengroep en nam deel aan de opstand van Warschau in 1944. Na de Tweede Wereldoorlog vestigde hij zich in Israël. Hij was een van de getuigen in het proces tegen Adolf Eichmann in 1961.

## Jeugd
Zuckerman werd al jong lid van de zionistische beweging HeHalutz (Jonge Pionier). Na zijn middelbareschooltijd sloot hij zich aan bij een kibboets en stichtte zijn eigen Halutz-gemeenschap. In 1936 ging hij naar Warschau, sloot zich aan bij een commune en werkte op een boerderij in Grochów. In 1938 was hij algemeen secretaris van de gecombineerde organisaties Dror en HeHalutz.

## Begin tweede wereldoorlog
Toen in 1939 de tweede wereldoorlog uitbrak was Zuckerman in het oosten van Polen, dat niet door Nazi-Duitsland werd bezet. Hij organiseerde daar trainingen voor Poolse Joden die zich in Palestina wilden gaan vestigen. In 1940 keerde hij klandestien terug naar het bezette Warschau om in het getto het ondergrondse werk te helpen organiseren. Tot de Duitse aanval op de Sovjet-Unie in juni 1941 het onmogelijk maakte, hielp hij Poolse Joden via de Sovjet-Unie te vluchten naar Palestina.
Hij besefte net als de latere verzetsleiders Abba Kovner en Mordechaj Anielewicz al vroeg dat de Duitsers bezig waren met de systematische vernietiging van de Europese Joden en was een van de eerste voorstanders van gewapend verzet. Een poging om tijdens een bijeenkomst van zionistische groeperingen in het getto in maart 1942 een gewapende verzetsorganisatie te vormen kreeg nog te weinig steun; sommige partijen waren bang dat verzet alleen maar meer Duits geweld zou uitlokken.

## Oprichting ZOB
Op 28 juli 1942, toen de Duitsers waren begonnen met het op grote schaal deporteren van Joden uit het getto van Warschau naar het vernietigingskamp Treblinka, kregen Zuckermans plannen wel steun. De leiders van Joodse (jongeren)organisaties in het getto richtten de Joodse Gevechtsorganisatie op (Żydowska Organizacja Bojowa; ŻOB). Zuckerman was lid van het centrale commando van de ZOB, en was ook actief in de politieke arm, het Joods Nationaal Comité (Żydowski Komitet Narodowy).
De ZOB had drie regionale commandanten in het getto. Zuckerman voerde het bevel over de buurt rond de werkplaatsen en fabrieken (o.a. de textielfabriek van Többens &Schultz), en onderhield contacten met ondergrondse verzetsgroepen buiten het getto. Hij smokkelde wapens en berichten het getto binnen via de riolen van Warschau. Toen Arie Wilner, de ZOB contactpersoon met de Poolse verzetsbeweging Armia Krajowa (AK - thuisleger), op 6 maart 1943 door de Gestapo werd opgepakt verliet Zuckerman het getto om de nieuwe ZOB vertegenwoordiger bij de AK te worden.

## Opstand
Op 19 april 1943 brak de opstand in het getto van Warschau uit. Zuckerman was op dat moment bij de AK; hij slaagde er niet in terug te keren naar het getto en aan de strijd mee te doen. Hij probeerde buiten het getto steun en wapens te regelen voor de ZOB, en informatie over de opstand onder de aandacht te brengen van de Poolse ondergrondse en van Poolse en Joodse gemeenschappen in het buitenland. Ook trof hij voorbereidingen voor de opvang van strijders die uit het getto zouden weten te ontsnappen. Nadat de opstand definitief door de Duitsers was neergeslagen leidde Zuckerman buiten het getto een Joodse partizanengroep. Hij was tijdens de opstand van Warschau in augustus 1944 commandant van een eenheid binnen de Armia Ludowa (Volksleger) die uit ZOB-strijders bestond.

## Leven in Israël

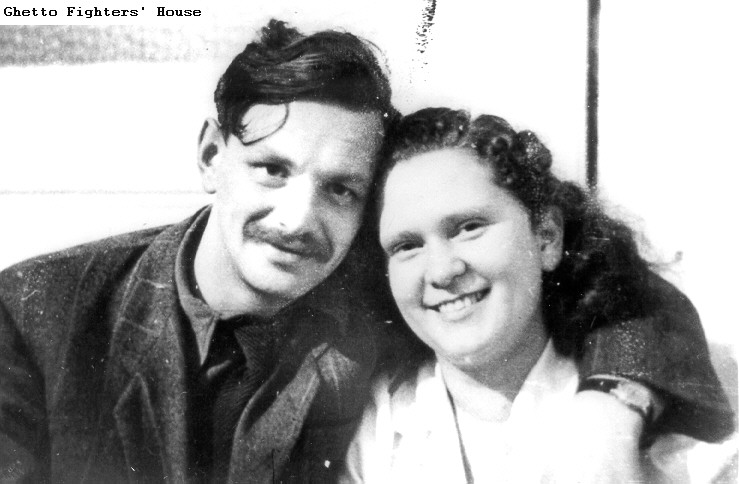
Yitzhak Zuckerman met Chavka Folman Raban, medestrijder in de ZOB en mede-oprichter van de kibboets van de gettostrijders (ca. 1946).

Na de oorlog was Zuckermann betrokken bij het organiseren van illegale emigratie naar het mandaatgebied Palestina, waar hij in 1947 zelf ook ging wonen. Hij trouwde met Zivia Lubetkin, die net als hij lid was geweest van het ZOB commando, en had deelgenomen aan de opstand in het getto en de opstand van Warschau. Ze kregen twee kinderen.
Zuckerman, Lubetkin en andere Joodse strijders stichtten gezamenlijk de kibboets Lochamei HaGeta'ot (de kibboets van de gettostrijders), en het daar gevestigde museum Huis van de gettostrijders. Zuckerman woonde tot zijn dood in deze kibboets. Hij was in 1961 getuige bij het proces tegen de Duitse oorlogsmisdadiger Adolf Eichmann.

## Populaire cultuur
In de mini-serie Uprising (2001) wordt de rol van Yitzhak Zuckerman gespeeld door David Schwimmer.

## Publicaties
- Yitzhak Zuckerman, A Surplus of Memory: Chronicle of the Warsaw Ghetto Uprising. 1993. ISBN 0-520-07841-1